# Бібліофілія

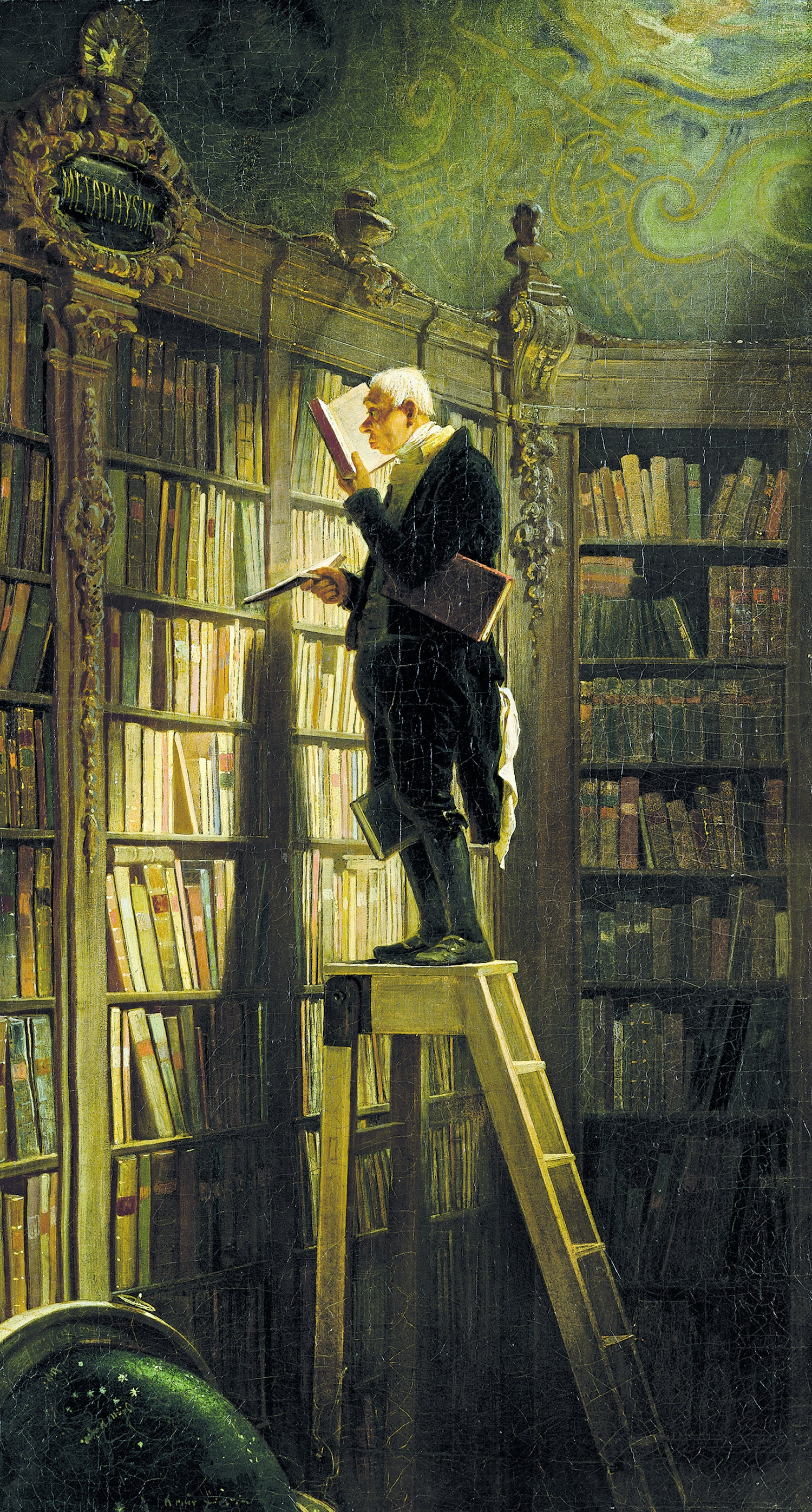
Книжковий хробак, 1850

Бібліофілія (грец. βιβλίον, bíblion— «книга» і грец. φίλος, philos — «друг») — любов до книги, бібліофіл — збирач книг, зокрема рідкісних або коштовних видань. Окрім великого значення для розумового і духовного розвитку самого збирача (бібліофіла), бібліофілія виконує чималу суспільну роль, сприяючи утворенню видатних колекцій творів друку, збереженню рідкісних видань, стародруків та окремих екземплярів книг, чудових за якістю друку, ілюстрацій, палітурок, книг, що мають автографи або записи їхніх колишніх власників і читачів, що становлять історичний і науковий інтерес. Багато колекцій бібліофілів лягли в основу відомих громадських бібліотек.

## Походження терміна
Термін походить з грецької мови від грец. βιβλίο, biblíon — книга та грец. φίλος, philos — друг. Поняття «філобібл» (книголюб) відоме з давньогрецьких творів I—III століття. За сучасною версією, термін «бібліофіл» з'явився наприкінці VII століття.

## Бібліофіли

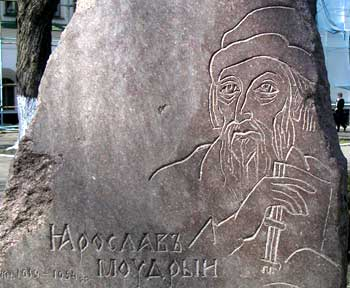
Один з найвідоміших київських бібліофілів - князь Ярослав Мудрий, фрагмент пам'ятної стели на честь Бібліотеки Ярослава Мудрого

Чи не найпершим бібліофілом в світовій історії був ассирійський цар Ашшурбаніпал (7 століття до н. е.), який заснував у місті Ніневія одну з перших бібліотек, щоправда замість книжок у бібліотеці були зібрані глиняні таблички з клинописними письменами. Любив книжки чи радше сувої з текстами афінський тиран Пісістрат, що в 540 році до н. е. заснував бібліотеку в Афінах. Багато давньогрецьких письменників і вчених були бібліофілами, до нас дійшли відомості про багаті приватні бібліотеки Евріпіда, Евкліда і Аристотеля. Приватна бібліотека Арістотеля стала взірцем для майбутньої Александрійської бібліотеки. У Давньому Римі бібліофільство було переважно захопленням заможних патриціїв. Велику приватну бібліотеку зібрав Цицерон.
У західноєвропейських країнах бібліофільство було захопленням Людовика Святого, Карла II Лисого, Медічі , Сфорца, Джуліо Мазаріні та багатьох інших аристократів. Серед бібліофілів нового часу можна згадати такі імена, як брати Гонкур, Вільям Гладстон, Жульєн Леопольд Буаї, Жан-Луї Барту, Джон Мейнард Кейнс, Анатоль Франс, Жак Лакан, а також Хорхе Луїс Борхес, який казав, що уявляє собі рай у вигляді велетенської бібліотеки.
Одним з перших київських бібліофілів, відомих з історії, був князь Ярослав Мудрий, який заснував легендарну Бібліотеку, як припускають, на території Софійського монастиря в Києві. Відомими бібліофілами були Інокентій Гізель, Стефан Яворський, Симеон Полоцький, Феофан Прокопович.
Захоплювалися бібліофільством і деякі українські гетьмани, насамперед Іван Мазепа, Пилип Орлик, Кирило Розумовський.
Відомим бібліофілом був український поет-неокласик Микола Зеров, який написав про своє захоплення в сонеті «Самоозначення», щоправда заради іронії Зеров замість терміна «бібліофіл», вживає радикальніше слово «бібліофаг» (пожирач книжок).
Український перекладач Микола Лукаш настільки кохався в книжках, що, за легендою, викинув з кухні газову плиту, щоб мати більше місця для книжкових полиць.
Бібліофілом був також і Володимир Іванович Вернадський, засновник першої наукової бібліотеки в Україні, сьогодні це Національна бібліотека України імені В. І. Вернадського.
Видатним українським бібліофілом був Михайло Гузов (1943-2008), науковець Інституті ендокринології і обміну речовин НАН України, який ще з 70-х років минулого століття збирав рідкісну україніку. У Музеї книги і друкарства України пройшло дві виставки видань з колекції Гузова.
Бібліофіли нерідко об'єднуються в спілки й товариства. Товариство книголюбів, засноване ще за радянських часів, лише частково виконувало функцію клубу бібліофілів, оскільки перебувало під контролем радянських органів влади. Цікавішими були неформальні клуби книголюбів на кшталт Клубу прихильників книги «Субота у Бегемота», який зорганізувався при літературно-меморіальному музеї Михайла Булгакова в Києві.

## Бібліофільні видання

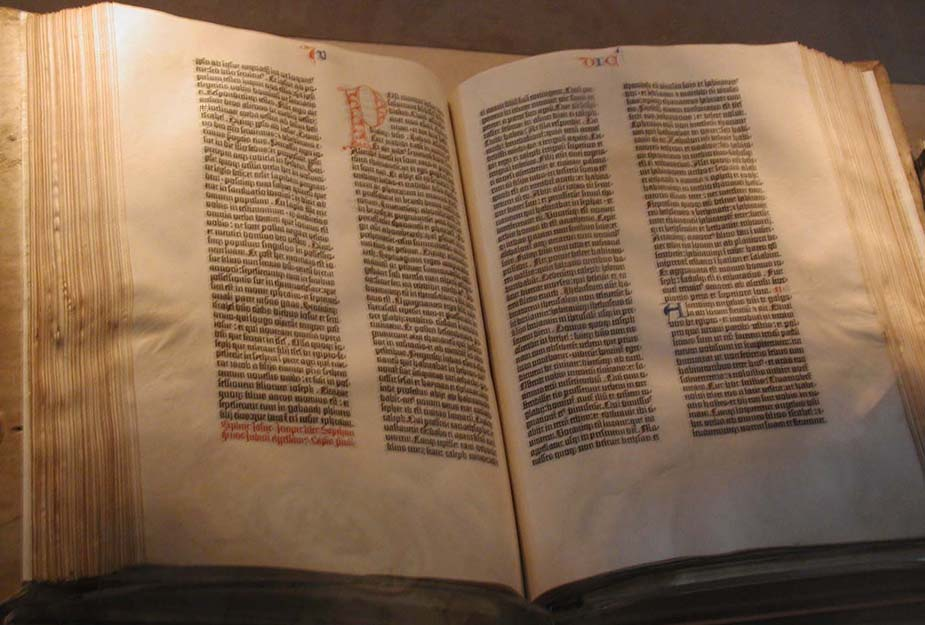
Біблія Гутенберга

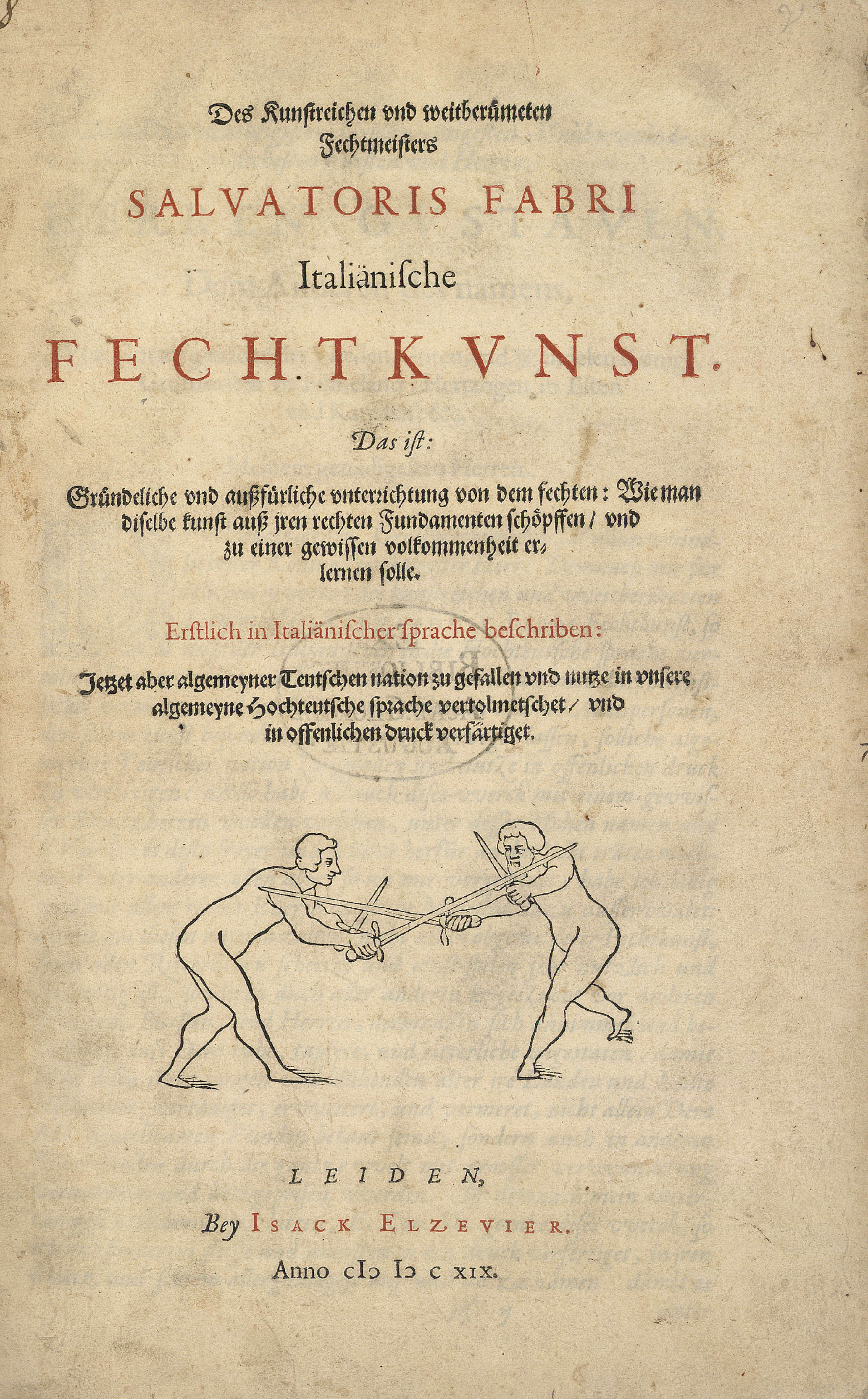
Один з ельзевірів: Німецький переклад трактату Сальвадора Фабріса про мистецтво фехтування, опублікований в 1619 році в Лейдені Ісааком Ельзевіром

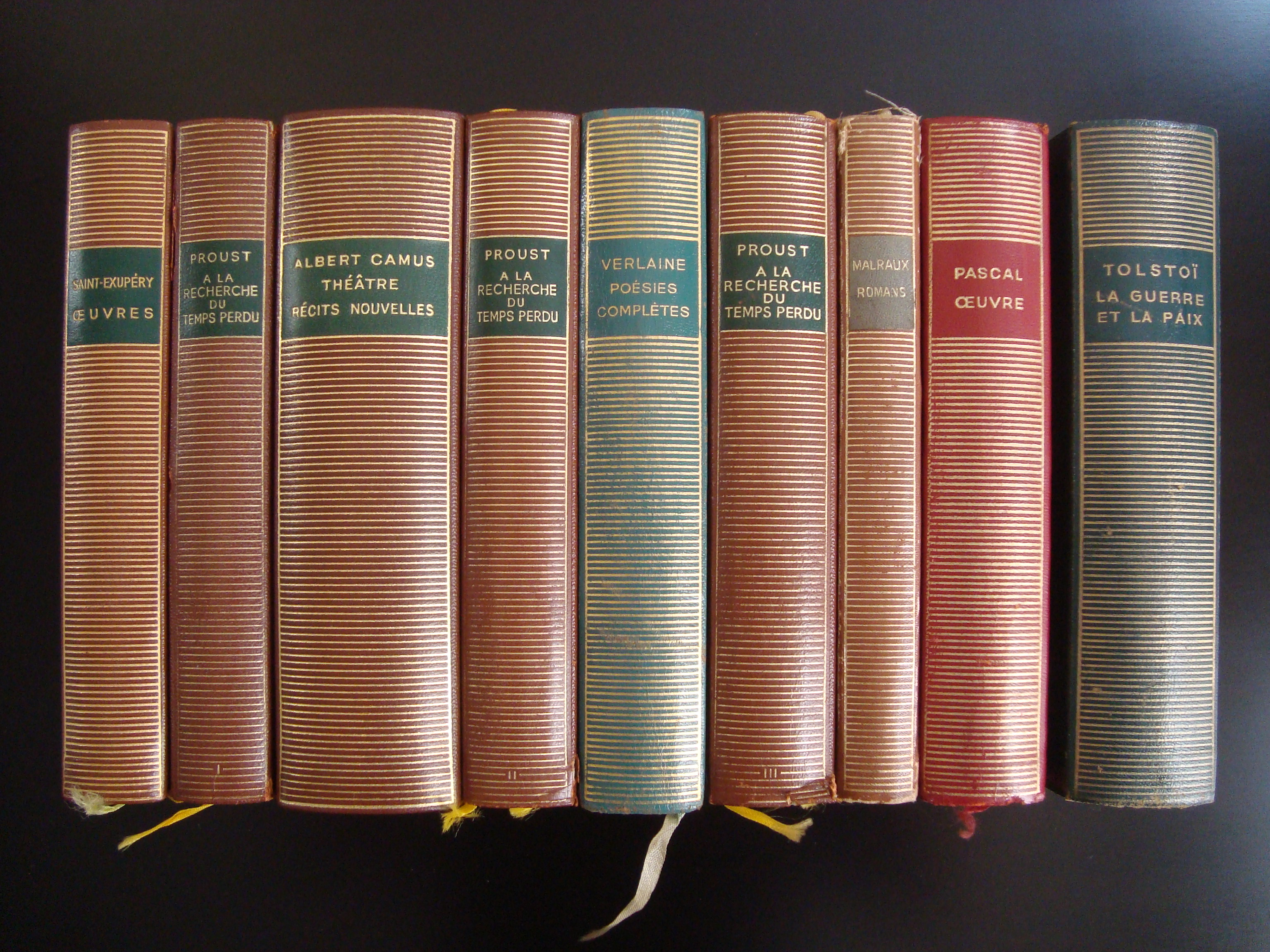
Можуть зацікавити бібліофіла книжки в шкіряній палітурці з золотим тисненням з серії Бібліотека Плеяди

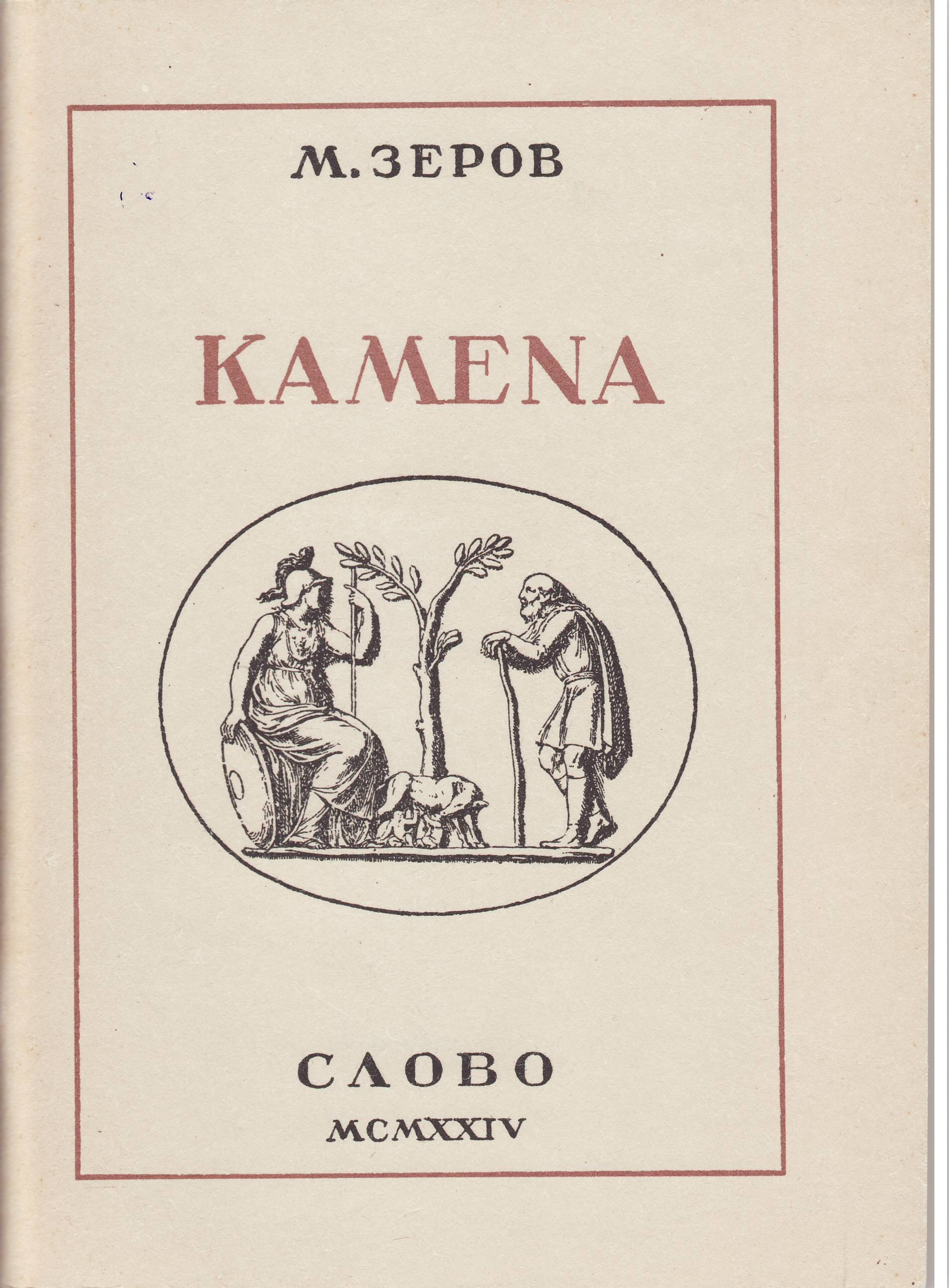
Перше видання збірки «Камена» Миколи Зерова

Для бібліофілів цікавими є насамперед перші й прижиттєві видання автора, а також книги з автографами, але тут вже відбувається тісне переплетення з колекціонуванням автографів. Малотиражні книги часто приваблюють колекціонерів, хоча не завжди є раритетами. Проте для бібліофілів існують стійкі орієнтири, наприклад інкунабули, альдини, Ельзевіри, плантени тощо.
Загалом бібліофільними можуть вважатися такі видання:
- Оригінальні видання, перші видання, прижиттєві видання,
- Видання на певну тему (наприклад, французький письменник Франсуа Ле Ліонне збирав книжки про шахи й про математику),
- давні книжки, інкунабули, книжки на пергаменті, ілюміновані видання,
- книжки-об'єкти, що розглядаються як витвори мистецтва,
- видання, ілюстровані оригіналами,
- малотиражні видання на пергаменті та рідкісних ґатунках паперу «grand papier», «papier de Chine», «papier japon», «papier de Hollande» тощо,
- книжки рідкісного походження (з бібліотек визначних людей),
- регіональні видання,
- книжки за ілюстраторами
- видання, що мають палітурки з гербами,
- видання особливо якісного друку, переплетені вручну,
- видання з класичними текстами,
- видання з автографами, присвятами,
- видання з екслібрисами,
- мініатюрні видання,
- факсимільні видання рідкісних книжок.

Найдорожчими виданнями є насамперед:
- Біблія Гутенберга 1455 року видання. Збереглося 47 примірників цієї біблії. Один примірник коштує в межах 10 млн доларів.
- Майнцький псалтир, надрукований у німецькому місті Майнц в 1457, передрук було здійснено в 1459 році.
- Перше видання роману Сервантеса Дон Кіхот, примірник якого нині коштує близько 3 млн доларів.

Прикладом українських бібліофільних видань є факсимільне відтворення першого видання «Енеїди» Івана Котляревського, «Кобзаря» Тараса Шевченка.
Напередодні святкування 1000-ліття хрещення України-Руси канадські українці здійснили 1983 року у Вінніпезі перевидання Острозької Біблії.

## Клуби
Бібліофільські клуби — громадські об'єднання бібліофілів (книголюбів). У Радянському Союзі такі клуби виникли в 1970-х роках, коли на піднесенні був рух книголюбів.

## Крайні форми бібліофільства
У Літературознавчій енциклопедії Юрія Коваліва (К., 2007) наводиться така крайня форма бібліофільства, як бібліолатрія, а також дається характеристика таких типів збирачів книг, як бібліоман і бібліотаф.
- Бібліолатрія — забобонне схиляння перед книгою, шанування священних або божественних книг (наприклад, Біблії , Корану), а також книг, що володіють нібито магічною чарівною силою. У переносному сенсі — пристрасть до книг, доведена до крайнього ступеня.[8]

- Бібліоман — тип збирача книг, який у своєму доведеному до крайності захопленні переступає межі розумного ставлення до мети та змісту колекціонерства. Людина, що цікавиться передусім зовнішніми аспектами книг.[9]

- Бібліотаф (той, хто ховає книжки)— тип бібліомана, у якого інстинкт власника набув абсурдну, потворно гіпертрофовану форму. Бібліотаф не дозволяє нікому користуватися своїми книгами.[10]

## Бібліофільство в художній літературі
Тема бібліофільства та образ бібліофіла присутні в багатьох творах художньої літератури насамперед XVIII і XIX століття. Для прикладу можна згадати капітана Немо з роману Жуля Верна «20 тисяч льє під водою», який у своєму підводному човні «Наутілусі» серед інших скарбів мав велику бібліотеку раритетів. 
Декілька назв художніх творів, у яких йдеться про бібліофільство: 
- Гаетано Вольпі, Шаленство мати книжки / Del furore di avere libri (XVII століття)
- Гюстав Флобер, Бібліоманія / Bibliomanie, 1837
- Анатоль Франс, Книга бібліофіла / Le Livre du bibliophile, 1874
- Ендрю Ланг, Бібліотека / The Library, 1881
- Луїджі Піранделло, Світ паперу / Mondo di carta, 1909
- Герман Гессе, Людина з багатьма книжками / Der Mann mit den vielen Büchern, 1918
- Крістофер Марлі, Книгарня привидів / The Haunted Bookshop, 1919
- Альберто Віджевані, Книжкова лихоманка. Спогади бібліофільного бібліотекаря / La febbre dei libri. Memorie di un libraio bibliofilo.
- Карл Буркгардт, Ранок у книгаря / Ein Vormittag beim Buchhändler,